# Straßenradsport-Weltmeisterschaften 1996
Die Straßenradsport-Weltmeisterschaften 1996 fanden vom 9. bis 13. Oktober in Lugano in der Schweiz statt. Es wurden insgesamt sechs Entscheidungen in den Disziplinen Einzelzeitfahren und Straßenrennen  sowie in den Kategorien Frauen, Männer und Männer U23 ausgefahren.

## Männer

### Straßenrennen (252 km)
| Platz | Athlet          | Land | Zeit      |
| ----- | --------------- | ---- | --------- |
| 1     | Johan Museeuw   | BEL  | 6:23:50 h |
| 2     | Mauro Gianetti  | SUI  | 6:23:51 h |
| 3     | Michele Bartoli | ITA  | 6:24:19 h |

### Einzelzeitfahren (40,4 km)
| Platz | Athlet               | Land | Zeit      |
| ----- | -------------------- | ---- | --------- |
| 1     | Alex Zülle           | SUI  | 48:13 min |
| 2     | Christopher Boardman | GBR  | 48:52 min |
| 3     | Tony Rominger        | SUI  | 48:54 min |

## Frauen

### Straßenrennen (100,8 km)
| Platz | Athletin           | Land | Zeit      |
| ----- | ------------------ | ---- | --------- |
| 1     | Barbara Heeb       | SUI  | 2:53:05 h |
| 2     | Rasa Polikevičiūtė | LTU  | 2:53:22 h |
| 3     | Linda Jackson      | CAN  | 2:53:42 h |

### Einzelzeitfahren (26,4 km)
| Platz | Athletin               | Land | Zeit         |
| ----- | ---------------------- | ---- | ------------ |
| 1     | Jeannie Longo-Ciprelli | FRA  | 35:16,07 min |
| 2     | Catherine Marsal       | FRA  | 36:05,00 min |
| 3     | Alessandra Cappellotto | ITA  | 36:10,47 min |

## U23 Männer

### Straßenrennen (168 km)
| Platz | Athlet              | Land | Zeit      |
| ----- | ------------------- | ---- | --------- |
| 1     | Giuliano Figueras   | ITA  | 4:23:50 h |
| 2     | Roberto Sgambelluri | ITA  | 4:23:51 h |
| 3     | Luca Sironi         | ITA  | 4:24:19 h |

### Einzelzeitfahren (31,6 km)
| Platz | Athlet              | Land | Zeit         |
| ----- | ------------------- | ---- | ------------ |
| 1     | Luca Sironi         | ITA  | 37:51,89 min |
| 2     | Roberto Sgambelluri | ITA  | 38:44,38 min |
| 3     | Andreas Klöden      | GER  | 38:49,39 min |

## Medaillenspiegel
| Medaillenspiegel |                |      |        |        |        |
| Platz            | Land           | Gold | Silber | Bronze | Gesamt |
| 1                | Italien        | 2    | 2      | 3      | 7      |
| 2                | Schweiz        | 2    | 1      | 1      | 4      |
| 3                | Frankreich     | 1    | 1      | –      | 2      |
| 4                | Belgien        | 1    | –      | –      | 1      |
| 5                | Großbritannien | –    | 1      | –      | 1      |
| 5                | Litauen        | –    | 1      | –      | 1      |
| 7                | Kanada         | –    | –      | 1      | 1      |
| 7                | Deutschland    | –    | –      | 1      | 1      |